# El Poble Nou de Benitatxell
Pour les articles homonymes, voir Poblenou (homonymie).
El Poble Nou de Benitatxell, en valencien, ou Benitachell, en castillan (dénomination officielle bilingue depuis le 19 août 1944,) est une commune d'Espagne de la province d'Alicante dans la Communauté valencienne. Elle est située dans la comarque de la Marina Alta et dans la zone à prédominance linguistique valencienne.

## Géographie

Localisation d'El Poble Nou de Benitatxell
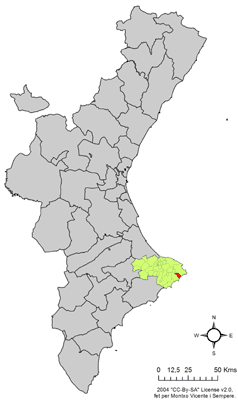
dans la Communauté valencienne.
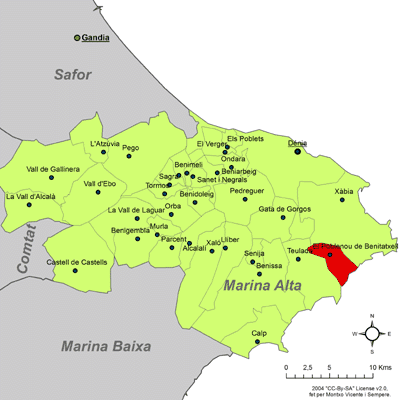
dans la comarque de la Marina Alta.

Petite ville espagnol qui accueillera l'arrivée de la 9eme étape de la vuelta 2017